# دانيال ودسون
دانيال ودسون هو سياسي أمريكي، ولد في 24 مايو 1824 في مقاطعة ألبمارل في الولايات المتحدة، وتوفي في 5 أكتوبر 1894 في كلارمور في الولايات المتحدة. نشط حزبياً في الحزب الديمقراطي.